# Gare de Plestan
Gare de Plestan vasútállomás Franciaországban, Plestan településen.

## Vasútvonalak
Az állomást az alábbi vasútvonalak érintik:
- Párizs–Brest-vasútvonal

## Kapcsolódó állomások
A vasútállomáshoz az alábbi állomások vannak a legközelebb:
- Gare de Plénée-Jugon (Paris Gare Montparnasse, Párizs–Brest-vasútvonal)
- Gare de Lamballe (Gare de Brest, Párizs–Brest-vasútvonal)